# 鰭眼萬氏鰨
鰭眼萬氏鰨為輻鰭魚綱鰈形目鰨亞目鰨科的其中一種，為熱帶海水魚，分布於東大西洋幾內亞比索至安哥拉海域，棲息深度8-100公尺，體長可達28公分，棲息在沙泥底質底層水域，生活習性不明，可做為食用魚。

## 扩展阅读
維基物種上的相關：鰭眼萬氏鰨